# Louis d’Ailleboust de Coulonge
Louis d’Ailleboust de Coulonge (ur. ok. 1612 w Ancy-le-Franc, zm. 31 maja 1660) – trzeci gubernator generalny Nowej Francji (francuskiej Kanady) w latach 1648–1651.
Był synem Antoine’a d’Aillebousta i jego drugiej żony Suzanne Hotman, córki François Hotmana. Nie zachowały się informacje na temat dzieciństwa i młodości Louisa d’Aillebousta de Coulonge’a. W źródłach pojawia się w 1638 roku jako inżynier wojskowości. W tym samym roku w Paryżu poślubił Marie-Barbe de Boullongne, pochodząca z Ravières.
W czasie swych rządów kontynuował ścisłą współpracę z jezuitami oraz politykę wzmacniania zachodnich rubieży kolonii, wytyczoną przez swego poprzednika Charlesa Huaulta de Montmagny. Utworzył pierwszą regularną siłę zbrojną camp-volant, początkowo składającą się z 40 do 70 zbrojnych. Obsadził nimi forty w Trois-Rivières i Montrealu.
W 1650 nastąpił ponowny wzrost napięcia pomiędzy plemionami Irokezów i Huronów, zakończony krwawą wojną i niemal pełnym wyniszczeniem Huronów. 500 do 600 uratowanym z masakry Huronom de Coulonge ofiarował schronienie i opiekę na wyspie Orlean. W latach 1650–1651 Irokezi ponownie zaatakowali kolonie, szczególnie forty w Québecu, Trois-Rivières i Montrealu. Tylko dzięki skrajnej determinacji i znakomitej organizacji wysiłków obronnych udało się uniknąć katastrofy. W czasie wojny w masakrze w St. John’s Village zginął Charles Garnier oraz w St. Ignatius Gabriel Lalemant – dwaj pierwsi męczennicy kanadyjscy (kanonizowani 29 czerwca 1930).
W 1651 de Coulonge został odwołany do Francji, gdzie przebywał dwa lata. Następnie powrócił do kolonii i tam umarł w 1660.